# Irtyšsko-karagandský kanál
Irtyšsko-karagandský kanál (rusky  Канал Иртыш-Караганда) je zavlažovací a přiváděcí kanál v Kazachstánu. Výstavba kanálu byla dokončena v roce 1971.

## Průběh toku

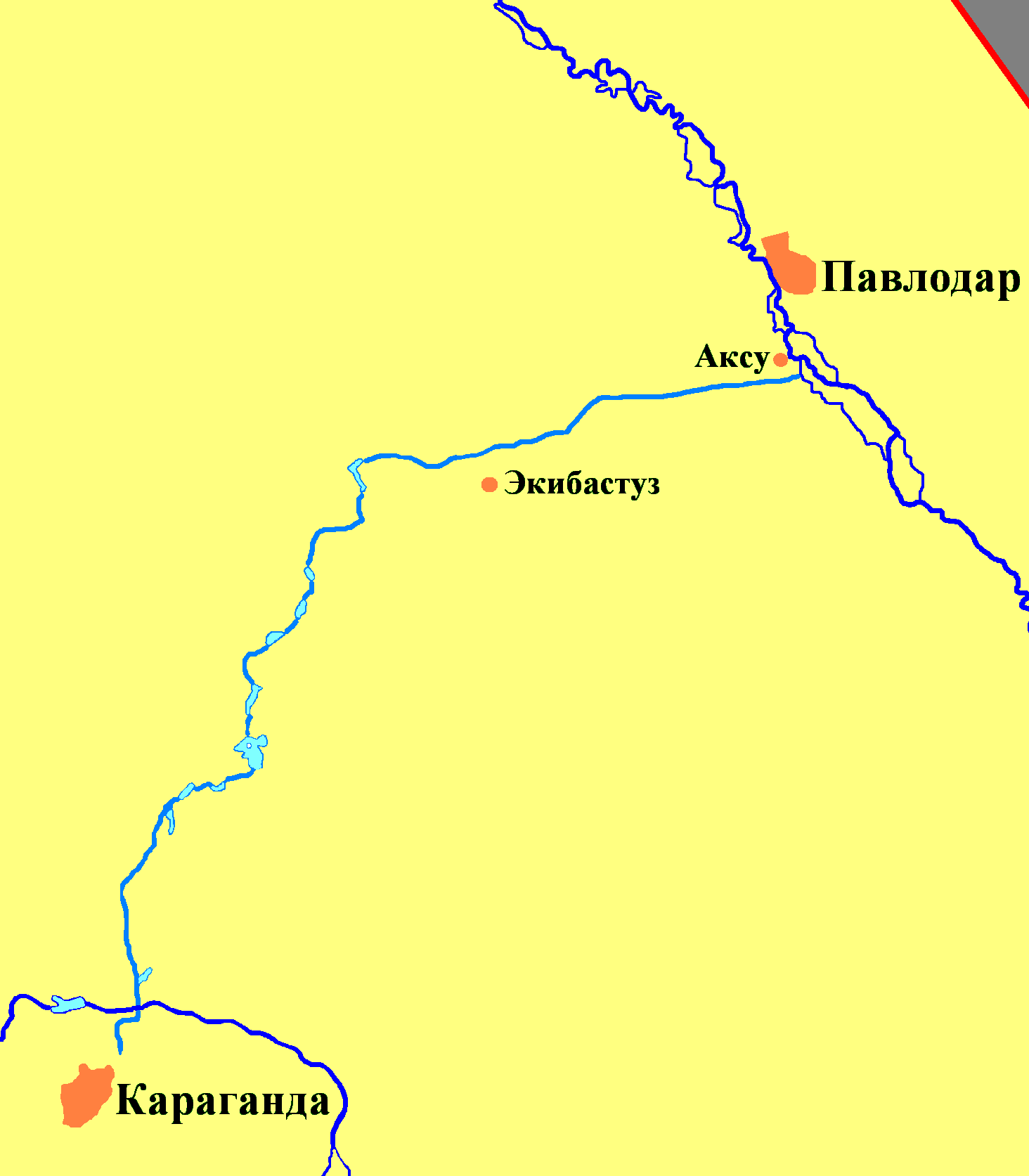
Trasa kanálu na mapě

Je napájený vodou z řeky Irtyš, na níž začíná u města Jermak v Pavlodarské oblasti a táhne se ze severovýchodu na jihozápad v délce 451 km až ke Karaganské průmyslové oblasti v Karagandské oblasti.

## Číselné údaje
Šířka kanálu je 20 až 40 m a hloubka 5 až 7 m. Na kanále bylo vybudováno 11 hydrouzlů, 22 čerpacích stanic, dvě rezervní přehradní nádrže a 17 mostů. Podél kanálu vede 524 km dlouhá automagistrála. Množství vody odebírané z Irtyše je 75 m³/s.

## Využití
Voda z kanálu je určena na zásobování vodou pro města Ekibastuz, Karaganda a Temirtau a na zavlažování 1 200 km² zemědělské půdy.